# Pareuchiloglanis
Pareuchiloglanis és un gènere de peixos de la família dels sisòrids i de l'ordre dels siluriformes.

## Distribució geogràfica
Es troba al Sud-est asiàtic i al sud d'Àsia: des del riu Brahmaputra a l'Índia fins a la conca del riu Iang-tsé (Xina) i el sud del Vietnam, incloent-hi el riu Mekong.

## Taxonomia
- Pareuchiloglanis abbreviatus (Li, Zhou, Thomson, Zhang & Yang, 2007)
- Pareuchiloglanis anteanalis (Fang, Xu & Cui, 1984)
- Pareuchiloglanis feae (Vinciguerra, 1890)
- Pareuchiloglanis gongshanensis (Chu, 1981)
- Pareuchiloglanis gracilicaudata (Wu & Chen, 1979)
- Pareuchiloglanis kamengensis (Jayaram, 1966)
- Pareuchiloglanis longicauda (Yue, 1981)
- Pareuchiloglanis macropterus (Ng, 2004)[3]
- Pareuchiloglanis macrotrema (Norman, 1925)
- Pareuchiloglanis myzostoma (Norman, 1923)
- Pareuchiloglanis nebulifer (Ng & Kottelat, 2000)[4]
- Pareuchiloglanis poilanei (Pellegrin, 1936)
- Pareuchiloglanis prolixdorsalis (Li, Zhou, Thomson, Zhang & Yang, 2007)
- Pareuchiloglanis rhabdurus (Ng, 2004)[3]
- Pareuchiloglanis robusta (Ding, Fu & Ye, 1991)
- Pareuchiloglanis sichuanensis (Ding, Fu & Ye, 1991)
- Pareuchiloglanis sinensis (Hora & Silas, 1952)[5]
- Pareuchiloglanis songdaensis (Nguyen & Nguyen, 2001)[6]
- Pareuchiloglanis songmaensis (Nguyen & Nguyen, 2001)[6][7][8][9][10][11][12][13]